# Произведение на изкуството
Произведе́ние на изку́ството е обект, притежаващ естетическа ценност, който е материален продукт на художественото творчество.
Понятието включва произведенията на изобразителното изкуство (живопис, декоративно и приложно изкуство, скулптура, фотография и др.); художествени литературни текстове (романи, повести, разкази и др.); архитектурен или ландшафтен дизайн; музикални композиции и импровизации; театрални постановки; балетни или оперни постановки; кинематография; мултипликация; а също така всички обекти, представляващи интерес от гледна точка на своите художествени достойнства.